# Aristadromips quercicolus
Aristadromips quercicolus är en spindeldjursart som först beskrevs av De Leon 1959.  Aristadromips quercicolus ingår i släktet Aristadromips och familjen Phytoseiidae. Inga underarter finns listade i Catalogue of Life.